# Biochemical Pharmacology
Biochemical Pharmacology, скорочено Biochem. Pharmacol.  — рецензований науковий журнал видавництва Elsevier, який виходить двічі на місяць. Перший номер вийшов у липні 1958 року.
Журнал публікує статті про взаємодію ліків і нетерапевтичних сторонніх речовин з біологічними системами. Особливу увагу журнал приділяє механізмам дії та метаболізму ліків і токсичних речовин.
У 2019 році імпакт-фактор журналу склав 4,960.  Згідно зі статистичними даними ISI Web of Knowledge, у 2014 році журнал посів 23 місце з 254 журналів у категорії «Фармакологія та фармація».
Головний редактор — Сем Дж. Енна, Медичний центр Канзаського університету, Канзас-Сіті, Сполучені Штати Америки.